# Jane Moran
Pour les articles homonymes, voir Moran.
Jane Moran, née le 6 juin 1985 à Murwillumbah, est une joueuse australienne de water-polo. 

## Palmarès
- Jeux olympiques d'été de 2012 à Londres
  -  médaille de bronze au tournoi olympique